# Стирен-Вандель
Стирен-Вандель (фр. Stiring-Wendel, нем. Stieringen-Wendel) — город и коммуна на северо-востоке Франции, регион Эльзас — Шампань — Арденны — Лотарингия, департамент Мозель, округ Форбак — Буле-Мозель, административный центр одноимённого кантона.

## Географическое положение

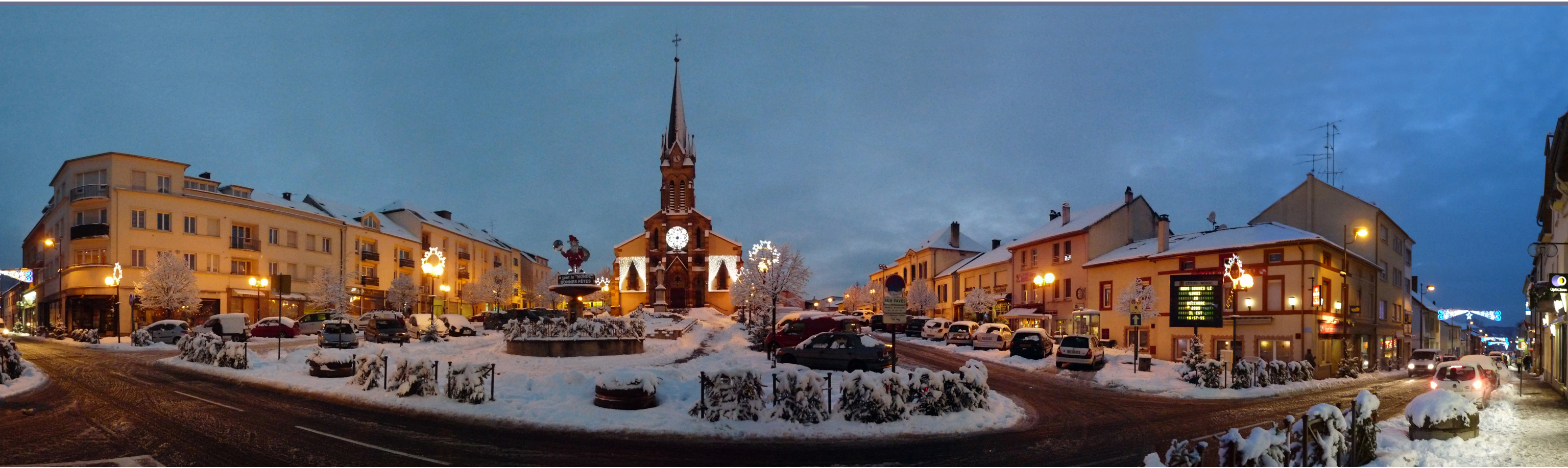
Стирен-Вандель зимой.

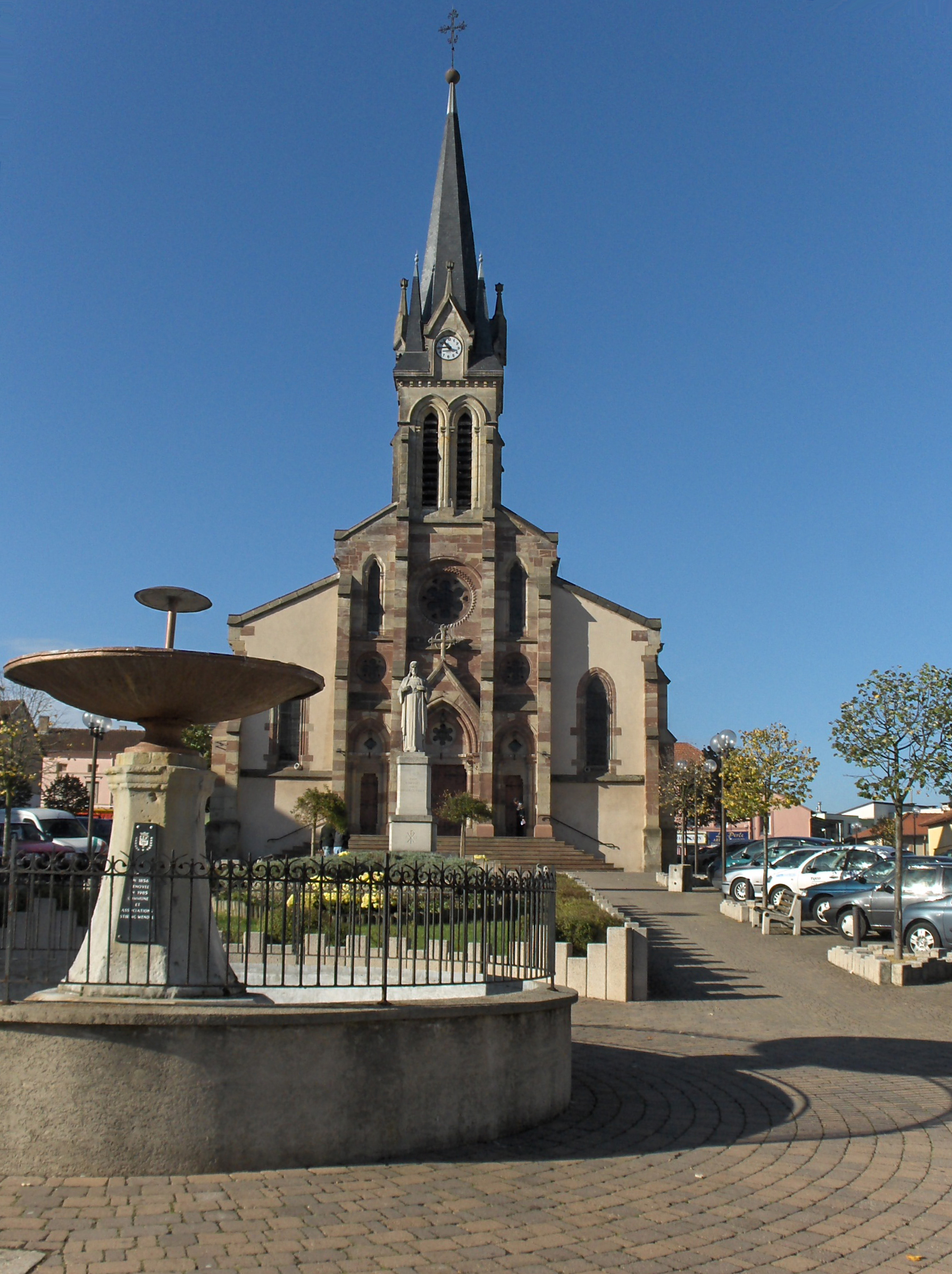
Церковь Сен-Франсуа в Стирен-Ванделе.

Стирен-Вандель, окружённый со всех сторон лесной местностью, расположен в 340 км к востоку от Парижа и в 60 км к востоку от Меца.

## История
- В 1846 году семейство промышленников Вандель основало на окраине Форбака металлургический завод. Чарльз де Вандель построил вокруг металлургического производства промышленный город.
- После поражения Франции во франко-прусской войне 1870—1871 годов вместе с Эльзасом и департаментом Мозель был передан Германии по Франкфуртскому миру.
- В конце XIX века в городе активно развивалась угольная промышленность.
- Возвращён Францией после Первой мировой воины по Версальскому мирному договору в 1918 году.
- Во время Второй мировой войны здесь шли упорные бои, освобождён лишь 3 марта 1945 года.

## Демография
По переписи 2011 года в коммуне проживало 12 438 человек.

## Достопримечательности
- Следы римской дороги.
- Церковь Сен-Франсуа (1856).